# Kabinet-Heath
Het kabinet–Heath was de uitvoerende macht van de Britse overheid van 19 juni 1970 tot 4 maart 1974. Het kabinet werd gevormd door de Conservative Party na de verkiezingen van 1970 met Edward Heath de partijleider van de Conservative Party als premier. In het kabinet zaten meerdere (toekomstige)-prominenten zoals: Alec Douglas-Home, Iain Macleod, Willie Whitelaw, Quintin Hogg, Peter Carington, Keith Joseph, Margaret Thatcher en Francis Pym.
Het kabinet diende tijdens het begin van de turbulente jaren 1970 en kreeg te maken met grote onrust in de samenleving zoals de oliecrisis van 1973, een recessie in 1974 en mijnwerkersstakingen. Ook trad het Verenigd Koninkrijk op 1 januari 1973 toe tot de Europese Economische Gemeenschap.

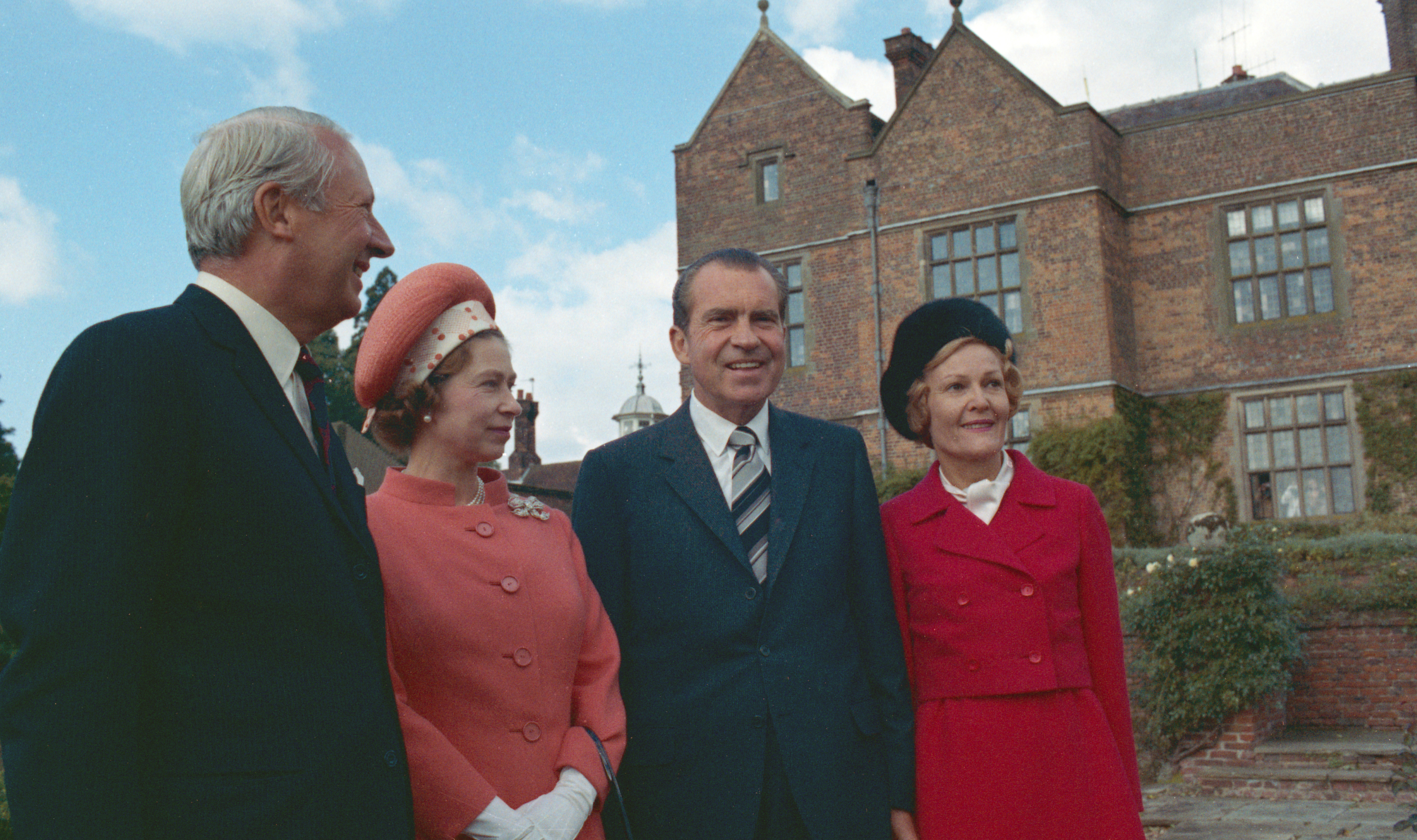
Premier Edward Heath, koningin Elizabeth II, president van de Verenigde Staten Richard Nixon en First Lady Pat Nixon bij Chequers op 3 oktober 1970.

## Samenstelling
| Ambtsbekleder                                                           | Ambtsbekleder     | Ambtsbekleder                                             | Functie(s)                                    | Ambtstermijn    | Ambtstermijn    | Partij             |
| ----------------------------------------------------------------------- | ----------------- | --------------------------------------------------------- | --------------------------------------------- | --------------- | --------------- | ------------------ |
|                                                                         | Edward Heath      | Edward Heath (1916–2005)                                  | Premier                                       | 19 juni 1970    | 4 maart 1974    | Conservative Party |
|                                                                         | Alec Douglas-Home | Sir Alec Douglas- Home (1903–1995)                        | First Secretary of State                      | 19 juni 1970    | 4 maart 1974    | Conservative Party |
| Minister van Buitenlandse Zaken                                         | Alec Douglas-Home | Sir Alec Douglas- Home (1903–1995)                        |                                               | 19 juni 1970    | 4 maart 1974    | Conservative Party |
|                                                                         | Iain Macleod      | Iain Macleod (1913–1970)                                  | Minister van Financiën                        | 19 juni 1970    | 20 juli 1970    | Conservative Party |
|                                                                         |                   |                                                           |                                               |                 |                 |                    |
|                                                                         |                   | Anthony Barber (1920–2005)                                | Minister van Financiën                        | 25 juli 1970    | 4 maart 1974    | Conservative Party |
|                                                                         |                   | Reginald Maudling (1917–1979)                             | Minister van Binnenlandse Zaken               | 19 juni 1970    | 18 juli 1972    | Conservative Party |
|                                                                         | Robert Carr       | Robert Carr (1916–2012)                                   | Minister van Binnenlandse Zaken               | 18 juli 1972    | 4 maart 1974    | Conservative Party |
|                                                                         |                   | Willie Whitelaw (1918–1999)                               | Lord President of the Council                 | 19 juni 1970    | 7 april 1972    | Conservative Party |
| Leader of the House of Commons                                          |                   | Willie Whitelaw (1918–1999)                               |                                               | 19 juni 1970    | 7 april 1972    | Conservative Party |
|                                                                         | Robert Carr       | Robert Carr (1916–2012)                                   | Lord President of the Council                 | 7 april 1972    | 5 november 1972 | Conservative Party |
| Leader of the House of Commons                                          | Robert Carr       | Robert Carr (1916–2012)                                   |                                               | 7 april 1972    | 5 november 1972 | Conservative Party |
|                                                                         |                   | Jim Prior (1927–2016)                                     | Lord President of the Council                 | 5 november 1972 | 4 maart 1974    | Conservative Party |
| Leader of the House of Commons                                          |                   | Jim Prior (1927–2016)                                     |                                               | 5 november 1972 | 4 maart 1974    | Conservative Party |
|                                                                         | George Jellicoe   | Graaf Jellicoe George Jellicoe (1918–2007)                | Lord Privy Seal                               | 19 juni 1970    | 5 juni 1973     | Conservative Party |
| Leader of the House of Lords                                            | George Jellicoe   | Graaf Jellicoe George Jellicoe (1918–2007)                |                                               | 19 juni 1970    | 5 juni 1973     | Conservative Party |
|                                                                         |                   | Baron Hennessy David Hennessy (1932–2010)                 | Lord Privy Seal                               | 5 juni 1973     | 4 maart 1974    | Conservative Party |
| Leader of the House of Lords                                            |                   | Baron Hennessy David Hennessy (1932–2010)                 |                                               | 5 juni 1973     | 4 maart 1974    | Conservative Party |
|                                                                         | Quintin Hogg      | Baron Hailsham van St Marylebone Quintin Hogg (1907–2001) | Lord Chancellor                               | 19 juni 1970    | 4 maart 1974    | Conservative Party |
|                                                                         |                   | Michael Noble (1913–1984)                                 | Minister van Handel en Industrie              | 19 juni 1970    | 15 oktober 1970 | Conservative Party |
| President of the Board of Trade                                         |                   | Michael Noble (1913–1984)                                 |                                               | 19 juni 1970    | 15 oktober 1970 | Conservative Party |
|                                                                         |                   | John Davies (1916–1979)                                   | Minister van Handel en Industrie              | 15 oktober 1970 | 5 november 1972 | Conservative Party |
| President of the Board of Trade                                         |                   | John Davies (1916–1979)                                   |                                               | 15 oktober 1970 | 5 november 1972 | Conservative Party |
|                                                                         |                   | Peter Walker (1932–2010)                                  | Minister van Handel en Industrie              | 5 november 1972 | 4 maart 1974    | Conservative Party |
| President of the Board of Trade                                         |                   | Peter Walker (1932–2010)                                  |                                               | 5 november 1972 | 4 maart 1974    | Conservative Party |
|                                                                         | Peter Carington   | Baron Carrington Peter Carington (1919–2018)              | Minister van Defensie                         | 19 juni 1970    | 8 januari 1974  | Conservative Party |
|                                                                         |                   | Ian Gilmour (1926–2007)                                   | Minister van Defensie                         | 8 januari 1974  | 4 maart 1974    | Conservative Party |
|                                                                         |                   | Sir Keith Joseph (1918–1994)                              | Minister van Volksgezondheid en Sociale Zaken | 19 juni 1970    | 4 maart 1974    | Conservative Party |
|                                                                         | Robert Carr       | Robert Carr (1916–2012)                                   | Minister van Arbeid                           | 19 juni 1970    | 7 april 1972    | Conservative Party |
|                                                                         |                   | Maurice Macmillan (1921–1984)                             | Minister van Arbeid                           | 7 april 1972    | 2 december 1973 | Conservative Party |
|                                                                         |                   | Willie Whitelaw (1918–1999)                               | Minister van Arbeid                           | 2 december 1973 | 4 maart 1974    | Conservative Party |
|                                                                         | Margaret Thatcher | Margaret Thatcher (1925–2013)                             | Minister van Onderwijs                        | 19 juni 1970    | 4 maart 1974    | Conservative Party |
|                                                                         |                   | John Peyton (1919–2006)                                   | Minister van Transport                        | 19 juni 1970    | 15 oktober 1970 | Conservative Party |
|                                                                         |                   | Peter Walker (1932–2010)                                  | Minister van Transport                        | 15 oktober 1970 | 5 november 1972 | Conservative Party |
| Minister van Milieu                                                     |                   | Peter Walker (1932–2010)                                  |                                               | 15 oktober 1970 | 5 november 1972 | Conservative Party |
|                                                                         | Geoffrey Rippon   | Geoffrey Rippon (1924–1997)                               | Minister van Transport                        | 5 november 1972 | 4 maart 1974    | Conservative Party |
| Minister van Milieu                                                     | Geoffrey Rippon   | Geoffrey Rippon (1924–1997)                               |                                               | 5 november 1972 | 4 maart 1974    | Conservative Party |
|                                                                         |                   | Peter Walker (1932–2010)                                  | Minister van Huisvesting en Lokale Zaken      | 19 juni 1970    | 15 oktober 1970 | Conservative Party |
|                                                                         | Julian Amery      | Julian Amery (1932–2010)                                  | Minister van Openbare Werken en Bouwen        | 19 juni 1970    | 15 oktober 1970 | Conservative Party |
|                                                                         |                   | Jim Prior (1927–2016)                                     | Minister van Landbouw, Visserij en Voedsel    | 19 juni 1970    | 5 november 1972 | Conservative Party |
|                                                                         |                   | Joseph Godber (1914–1980)                                 | Minister van Landbouw, Visserij en Voedsel    | 5 november 1972 | 4 maart 1974    | Conservative Party |
|                                                                         |                   | Anthony Barber (1920–2005)                                | Kanselier van het Hertogdom Lancaster         | 19 juni 1970    | 25 juli 1970    | Conservative Party |
|                                                                         | Geoffrey Rippon   | Geoffrey Rippon (1932–2010)                               | Kanselier van het Hertogdom Lancaster         | 25 juli 1970    | 5 november 1972 | Conservative Party |
|                                                                         |                   | John Davies (1916–1979)                                   | Kanselier van het Hertogdom Lancaster         | 5 november 1972 | 4 maart 1974    | Conservative Party |
|                                                                         |                   | Gordon Campbell (1921–2005)                               | Minister voor Schotland                       | 19 juni 1970    | 4 maart 1974    | Conservative Party |
|                                                                         |                   | Peter Thomas (1920–2008)                                  | Minister voor Wales                           | 19 juni 1970    | 4 maart 1974    | Conservative Party |
|                                                                         |                   | Willie Whitelaw (1918–1999)                               | Minister voor Noord-Ierland                   | 24 maart 1972   | 2 december 1973 | Conservative Party |
|                                                                         | Francis Pym       | Francis Pym (1922–2008)                                   | Minister voor Noord-Ierland                   | 2 december 1973 | 4 maart 1974    | Conservative Party |
|                                                                         | Geoffrey Rippon   | Geoffrey Rippon (1932–2010)                               | Minister voor Technologie                     | 19 juni 1970    | 25 juli 1970    | Conservative Party |
|                                                                         |                   | John Davies (1916–1979)                                   | Minister voor Technologie                     | 25 juli 1970    | 15 oktober 1970 | Conservative Party |
|                                                                         | Peter Carington   | Baron Carrington Peter Carington (1919–2018)              | Minister voor Energie                         | 8 januari 1974  | 4 maart 1974    | Conservative Party |
|                                                                         |                   | Baron Drumalbyn Niall Macpherson (1908–1987)              | Minister zonder portefeuille                  | 15 oktober 1970 | 4 maart 1974    | Conservative Party |
|                                                                         |                   | Baron Aberdare Morys Bruce (1914–1987)                    | Minister zonder portefeuille                  | 8 januari 1974  | 4 maart 1974    | Conservative Party |
| Formeel geen leden van het kabinet, maar woonde kabinetsvergadering bij |                   |                                                           |                                               |                 |                 |                    |
| Ambtsbekleder                                                           | Ambtsbekleder     | Ambtsbekleder                                             | Functie(s)                                    | Ambtstermijn    | Ambtstermijn    | Partij             |
|                                                                         |                   | Maurice Macmillan (1921–1984)                             | Onderminister voor Financiën                  | 19 juni 1970    | 7 april 1972    | Conservative Party |
|                                                                         |                   | Patrick Jenkin (1926–2018)                                | Onderminister voor Financiën                  | 7 april 1972    | 8 januari 1974  | Conservative Party |
|                                                                         |                   | Tom Boardman (1919–2003)                                  | Onderminister voor Financiën                  | 8 januari 1974  | 4 maart 1974    | Conservative Party |
|                                                                         | David Eccles      | Burggraaf Eccles David Eccles (1904–1999)                 | Thesaurier- generaal                          | 19 juni 1970    | 2 december 1973 | Conservative Party |
|                                                                         |                   | Maurice Macmillan (1921–1984)                             | Thesaurier- generaal                          | 2 december 1973 | 4 maart 1974    | Conservative Party |
|                                                                         |                   | Sir Peter Rawlinson (1919–2006)                           | Advocaat- generaal                            | 19 juni 1970    | 4 maart 1974    | Conservative Party |
|                                                                         | Geoffrey Howe     | Sir Geoffrey Howe (1926–2015)                             | Onderminister voor Handel en Industrie        | 5 november 1972 | 4 maart 1974    | Conservative Party |
|                                                                         |                   | Patrick Jenkin (1926–2018)                                | Onderminister voor Energie                    | 8 januari 1974  | 4 maart 1974    | Conservative Party |
|                                                                         | Francis Pym       | Francis Pym (1922–2008)                                   | Onderstaats- secretaris voor Financiën        | 19 juni 1970    | 2 december 1973 | Conservative Party |
| Chief Whip in het Lagerhuis                                             | Francis Pym       | Francis Pym (1922–2008)                                   |                                               | 19 juni 1970    | 2 december 1973 | Conservative Party |
|                                                                         |                   | Humphrey Atkins (1922–1996)                               | Onderstaats- secretaris voor Financiën        | 2 december 1973 | 4 maart 1974    | Conservative Party |
| Chief Whip in het Lagerhuis                                             |                   | Humphrey Atkins (1922–1996)                               |                                               | 2 december 1973 | 4 maart 1974    | Conservative Party |

Russell I ·
Smith-Stanley I ·
Hamilton-Gordon ·
Temple I ·
Smith-Stanley II ·
Temple II ·
Russell II ·
Smith-Stanley III ·
Disraeli I ·
Gladstone I ·
Disraeli II ·
Gladstone II ·
Gascoyne-Cecil I ·
Gladstone III ·
Gascoyne-Cecil II ·
Gladstone IV ·
Primrose ·
Gascoyne-Cecil III ·
Gascoyne-Cecil IV ·
Balfour ·
Campbell-Bannerman ·
Asquith I ·
Asquith II ·
Asquith III ·
Asquith IV ·
Lloyd George I ·
Lloyd George II ·
Law ·
Baldwin I ·
MacDonald I ·
Baldwin II ·
MacDonald II ·
MacDonald III ·
MacDonald IV ·
Baldwin III ·
Chamberlain I ·
Chamberlain II ·
Churchill I ·
Churchill II ·
Attlee I ·
Attlee II ·
Churchill III ·
Eden ·
Macmillan I ·
Macmillan II ·
Douglas-Home ·
Wilson I ·
Wilson II ·
Heath ·
Wilson III ·
Callaghan ·
Thatcher I ·
Thatcher II ·
Thatcher III ·
Major I ·
Major II ·
Blair I ·
Blair II ·
Blair III ·
Brown ·
Cameron I ·
Cameron II ·
May I ·
May II ·
Johnson I ·
Johnson II ·
Truss ·
Sunak ·
Starmer